# Qualificazioni al campionato europeo maschile di calcio 1980 - Gruppo 1

## Classifica
| Pos | Squadra          | Pti | G | V | N | P | GF | GS | DR  |
| --- | ---------------- | --- | - | - | - | - | -- | -- | --- |
| 1   | Inghilterra      | 15  | 8 | 7 | 1 | 0 | 22 | 5  | +17 |
| 2   | Irlanda del Nord | 9   | 8 | 4 | 1 | 3 | 8  | 14 | -6  |
| 3   | Irlanda          | 7   | 8 | 2 | 3 | 3 | 9  | 8  | +1  |
| 4   | Bulgaria         | 5   | 8 | 2 | 1 | 5 | 6  | 14 | -8  |
| 5   | Danimarca        | 4   | 8 | 1 | 2 | 5 | 13 | 17 | -4  |

## Risultati
| Data              | Luogo      | Squadra 1        | Risultato | Squadra 2        |
| ----------------- | ---------- | ---------------- | --------- | ---------------- |
| 24 maggio 1978    | Copenaghen | Danimarca        | 3 - 3     | Irlanda          |
| 20 settembre 1978 | Dublino    | Irlanda          | 0 - 0     | Irlanda del Nord |
| 20 settembre 1978 | Copenaghen | Danimarca        | 3 - 4     | Inghilterra      |
| 11 ottobre 1978   | Copenaghen | Danimarca        | 2 - 2     | Bulgaria         |
| 25 ottobre 1978   | Dublino    | Irlanda          | 1 - 1     | Inghilterra      |
| 25 ottobre 1978   | Belfast    | Irlanda del Nord | 2 - 1     | Danimarca        |
| 29 novembre 1978  | Sofia      | Bulgaria         | 0 - 2     | Irlanda del Nord |
| 7 febbraio 1979   | Londra     | Inghilterra      | 4 - 0     | Irlanda del Nord |
| 2 maggio 1979     | Dublino    | Irlanda          | 2 - 0     | Danimarca        |
| 2 maggio 1979     | Belfast    | Irlanda del Nord | 2 - 0     | Bulgaria         |
| 10 maggio 1979    | Sofia      | Bulgaria         | 1 - 0     | Irlanda          |
| 6 giugno 1979     | Sofia      | Bulgaria         | 0 - 3     | Inghilterra      |
| 6 giugno 1979     | Copenaghen | Danimarca        | 4 - 0     | Irlanda del Nord |
| 12 settembre 1979 | Londra     | Inghilterra      | 1 - 0     | Danimarca        |
| 17 ottobre 1979   | Dublino    | Irlanda          | 3 - 0     | Bulgaria         |
| 17 ottobre 1979   | Belfast    | Irlanda del Nord | 1 - 5     | Inghilterra      |
| 31 ottobre 1979   | Sofia      | Bulgaria         | 3 - 0     | Danimarca        |
| 21 novembre 1979  | Belfast    | Irlanda del Nord | 1 - 0     | Irlanda          |
| 22 novembre 1979  | Londra     | Inghilterra      | 2 - 0     | Bulgaria         |
| 6 febbraio 1980   | Londra     | Inghilterra      | 2 - 0     | Irlanda          |